# Fe y Alegría
El Movimiento Internacional de Educación Popular Integral y Promoción Social Fe y Alegría es una federación religiosa de organizaciones locales de origen venezolano. La federación ofrece una red educativa para atender a los sectores más pobres de la sociedad. Además, se encarga de coordinar procesos de formación a profesores y gestionar un sistema de radio educativa en 21 países. Su oficina principal está en Bogotá, Colombia.

## Misión

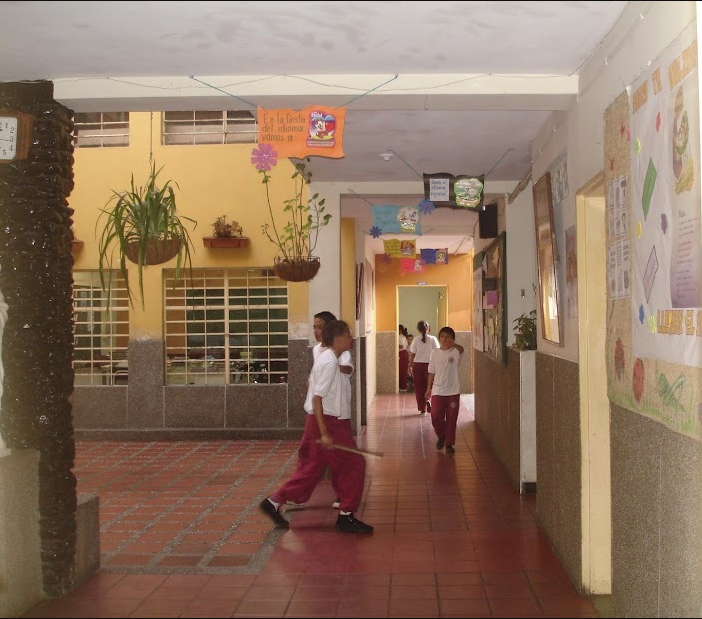
Foto de una de las sedes de Fe y Alegría

Fe y Alegría brinda apoyo a las escuelas desde el nivel primario hasta el postsecundario, incluyendo la formación profesional en poblaciones pobres y marginadas. Además de esto, ofrecen formación a los profesores y oportunidades para que los adultos completen su educación a través del aprendizaje a distancia. También promueven la integración de los niños con discapacidad en el sistema educativo y organizan campañas para aumentar el apoyo a la educación pública. Además del énfasis en la formación, sus programas suelen incluir comidas de bajo costo, educación sexual para evitar embarazos tempranos en la adolescencia y programas de recreación. Sus programas pueden incluir comidas económicas, educación sexual para evitar temprano-embarazos de adolescente, y educación de verano y programas de recreación.

## Red
Funciona en forma de red, en la que participan radios comunitarias, escuelas locales, voluntarios y la organización del movimiento.
Infraestructura a 2005:
- Emisoras de radio: 53
- Planteles escolares: 1.092
- Centros de educación a distancia: 703
- Centros de educación alternativa y servicios: 876
- Total de unidades de servicio: 2.724

Las unidades de servicio trabajan agrupadas en 1.510 puntos de atención, donde cooperan 38.318 personas, el 97% laicos y la diferencia, miembros de congregaciones religiosas, más un número indeterminado de colaboradores voluntarios.
Ha impactado en la vida de 920 475 alumnos registrados y participantes. Muchos han tomado varios cursos, lo que eleva la matrícula a 1 259 541 personas beneficiarias.

## Historia

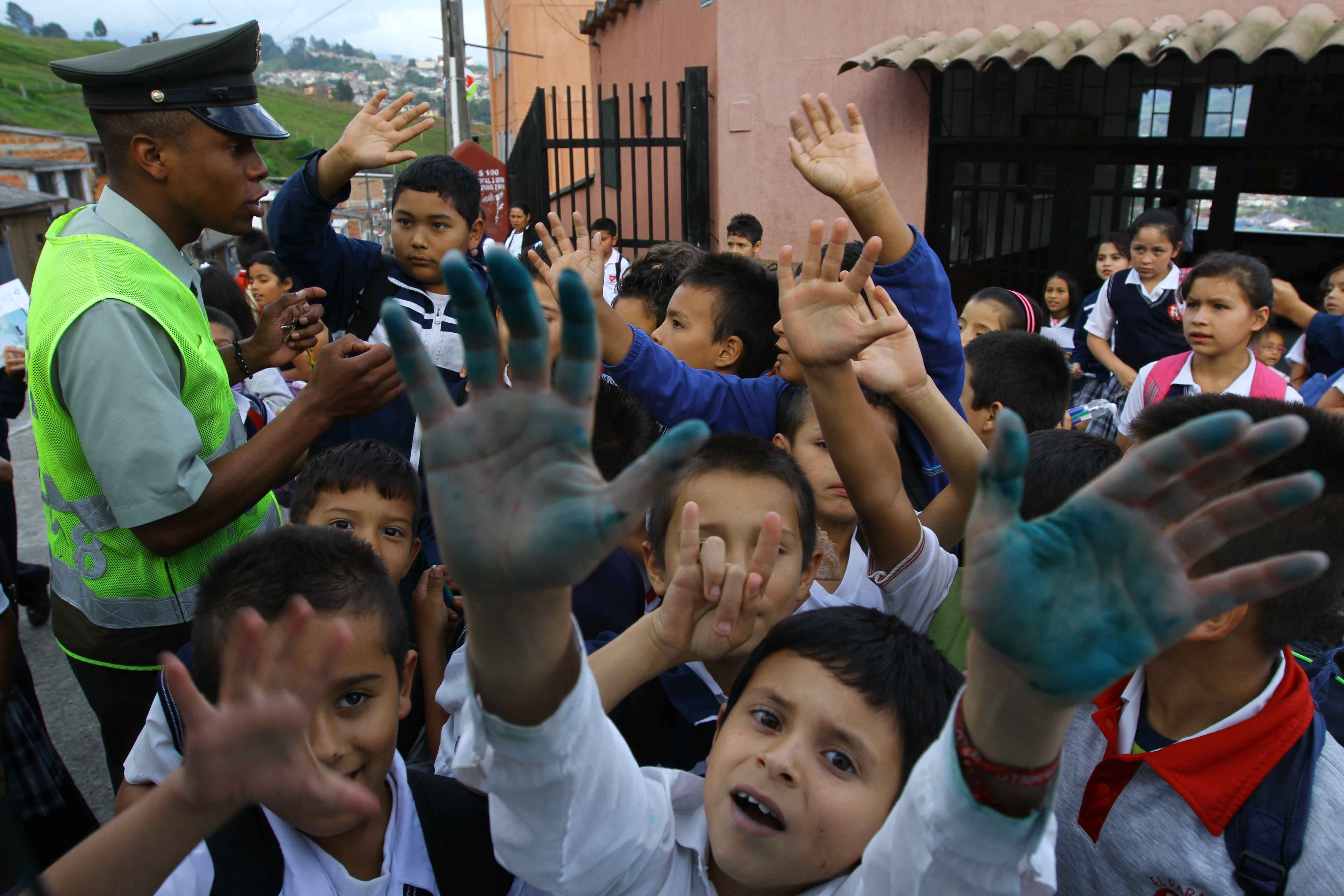
Estudiantes del Colegio Fe y Alegría. Manizales, Colombia.

José María Vélaz es el fundador de Fe y Alegría, nació en Chile, donde vivió sus primeros diez años. Ese tiempo marcó fuertemente su vida con la profunda sensibilidad de latinoamericano.
Desde su formación estuvo en colegios de la Compañía de Jesús, en donde continuó su preparación hasta hacerse miembro jesuita. En 1946 fue enviado a Venezuela, un país marcado para aquel entonces por las desigualdades y el analfabetismo; el padre Vélaz soñó con una red de escuelas en los lugares más olvidados en ese país, su motivación le llevó a buscar aliados en algunos jóvenes universitarios e inició su trabajo con las comunidades en 1960, los colaboradores iban con Fe y regresaban con Alegría, y de esta manera le dieron nombre a esta obra educativa Fe y Alegría.
El 5 de marzo de 1955 se abrió en Caracas la primera escuela Fe y Alegría, en un barrio popular del oeste, gracias al aporte de Abraham Reyes.
La organización tuvo importancia durante el gobierno de Juan Velasco Alvarado en Perú.
En 1985 se abrió una oficina en España como una plataforma de apoyo a los países latinoamericanos y difusión del Movimiento en Europa.
En 1999 se redefine su misión para asumir tareas de cooperación al desarrollo. Se conforma la Fundación Entreculturas-Fe y Alegría.

## Ubicaciones
Alrededor de un millón de estudiantes están inscritos en más de mil campus, en total se estima que la plantilla de trabajadores supera los 38.000 (además de los voluntarios) a la par refuerzan su labor a través de los contenidos transmitidos en las cincuenta estaciones de radio que posee la federación. Las organizaciones nacionales y sus años de fundación son:
| País                 | Año  | Referencia | Región         |
| -------------------- | ---- | ---------- | -------------- |
| Argentina            | 1996 | [ 15 ]     | América Latina |
| Bolivia              | 1966 | [ 16 ]     | América Latina |
| Brasil               | 1980 |            | América Latina |
| Chad                 | 2007 | [ 12 ]     | África         |
| Chile                | 2005 |            | América Latina |
| Colombia             | 1971 | [ 17 ]     | América Latina |
| República Dominicana | 1991 | [ 18 ]     | América Latina |
| Ecuador              | 1964 | [ 19 ]     | América Latina |
| El Salvador          | 1968 |            | América Latina |
| Guatemala            | 1976 |            | América Latina |
| Haití                | 2006 |            | América Latina |
| Honduras             | 2000 |            | América Latina |
| Italia               | 2001 |            | Europa         |
| Madagascar           |      |            | África         |
| Nicaragua            | 1974 |            | América Latina |
| Panamá               | 1965 |            | América Latina |
| Paraguay             | 1992 |            | América Latina |
| Perú                 | 1976 | [ 20 ]     | América Latina |
| España               | 1985 |            | Europa         |
| Uruguay              | 2004 |            | América Latina |
| Venezuela            | 1955 |            | América Latina |

- Argentina 1996
- Bolivia 1966[21]
- Brasil 1980
- Chad 2007
- Chile 2005
- Colombia 1971
- República Dominicana 1991
- Ecuador 1964
- El Salvador 1968
- Guatemala 1976[22]
- Haití 2006
- Honduras 2000
- Italia 2001
- Madagascar[23]
- Nicaragua 1974
- Panamá 1965
- Paraguay 1992
- Perú 1976[24][25]
- España 1985
- Uruguay 2004
- Venezuela 1955[26]

## Latinoamérica
Fe y Alegría nace en Venezuela en 1955, al paso de nueve años, en 1964, ya había 10 mil alumnos en Venezuela y la acogida de la experiencia permitió replicar el modelo en otros países con semejante respuesta. En un lapso de dos años, Ecuador, Panamá, Perú, Bolivia, Centro América y Colombia se sumarían a la aventura. De allí en adelante, la experiencia continuaría creciendo y multiplicando las esperanzas en los rincones más secretos y profundos de América. De allí se acuñaría una de las frases más célebres del movimiento educativo: “Fe y Alegría comienza donde termina el asfalto, donde no gotea el agua potable, donde la ciudad pierde su nombre”. Su nombre se basa en la experiencia personal del padre José María Vélaz, cuando subía al teleférico subía con fe y bajaba con alegría.
En 2002 se lanza el Instituto Radiofónico de Fe y Alegría del Perú para transmisión de material educativo en el país.

## Europa
La experiencia de Fe y Alegría se extendió no solo en América Latina, sino que fue acogido por tierra Europea, específicamente en España con Entreculturas y en Italia, aunque la forma de trabajar y aportar a la misión es particular.

## África
Fe y Alegría nace en África en el año 2007 en el Chad con una red rural de escuelas en la región del Guéra cuya población es mayoritariamente musulmana; nace con el apoyo de las autoridades educativas del Estado chadiano. Este espíritu fundacional se extendió más tarde a Madagascar en el 2013, y al año siguiente a la República Democrática del Congo.
El primer Congreso Internacional de Fe y Alegría África, celebrado en enero de 2016 en N’djamena, fue una oportunidad para dar a conocer la misión y visión del Movimiento a la gran familia jesuita del continente africano, y entusiasmar a otros países como ha sido el caso de Guinea-Conakri, Zimbabue, Mozambique y Kenia.